# 余中
余中（?—?），字正道，一字行老，宜兴（今江苏宜兴）人。宋朝狀元。
熙宁六年（1073年）三月，状元及第，释褐大理评事。